# Изола (Бари)
Изола (итал. Isola) је насеље у Италији у округу Бари, региону Апулија.
Према процени из 2011. у насељу је живело 7 становника. Насеље се налази на надморској висини од 51 м.